# Ластівка північна
Ластівка північна (Stelgidopteryx serripennis) — вид горобцеподібних птахів родини ластівкових (Hirundinidae). Поширений в Північній Америці.

## Поширення
Гніздиться від південного сходу Аляски і півдня Канади до Коста-Рики. Зимує від крайнього півдня США до Панами. Південні популяції не мігрують. Середовище проживання складається з лісів, водно-болотних угідь (річки, струмки, водоспади, болота, болота) і скелястих ділянок (скелі, гірські вершини).

## Опис
Довжина тіла 12,5–14,5 см; маса тіла 10,3–18,3 г. Верх тіла коричневий, горло темне, низ грудей і черево білі. Хвіст середньої довжини, злегка зазубрений.

## Підвиди
- S. s. serripennis (Audubon, 1838) — південно-східна Аляска, південь Канади до західно-центральної, південно-центральної та південно-східної частини США. Зимує переважно від південно-західної Мексики та Флориди на південь до Панами.
- S. s. psammochroa Griscom, 1929, південний захід США до південного заходу Мексики. Зимує від центральної Мексики на південь до Панами.
- S. s. fulvipennis (P. L. Sclater, 1860), від центральної Мексики до Коста-Рики.
- S. s. ridgwayi Nelson, 1901, північний Юкатан.
- S. s. stuarti Brodkorb, 1942, південний схід Мексики до східної Гватемали.
- S. s. burleighi A. R. Phillips, 1986, південний Юкатан і Беліз.